# Påfågelstronen

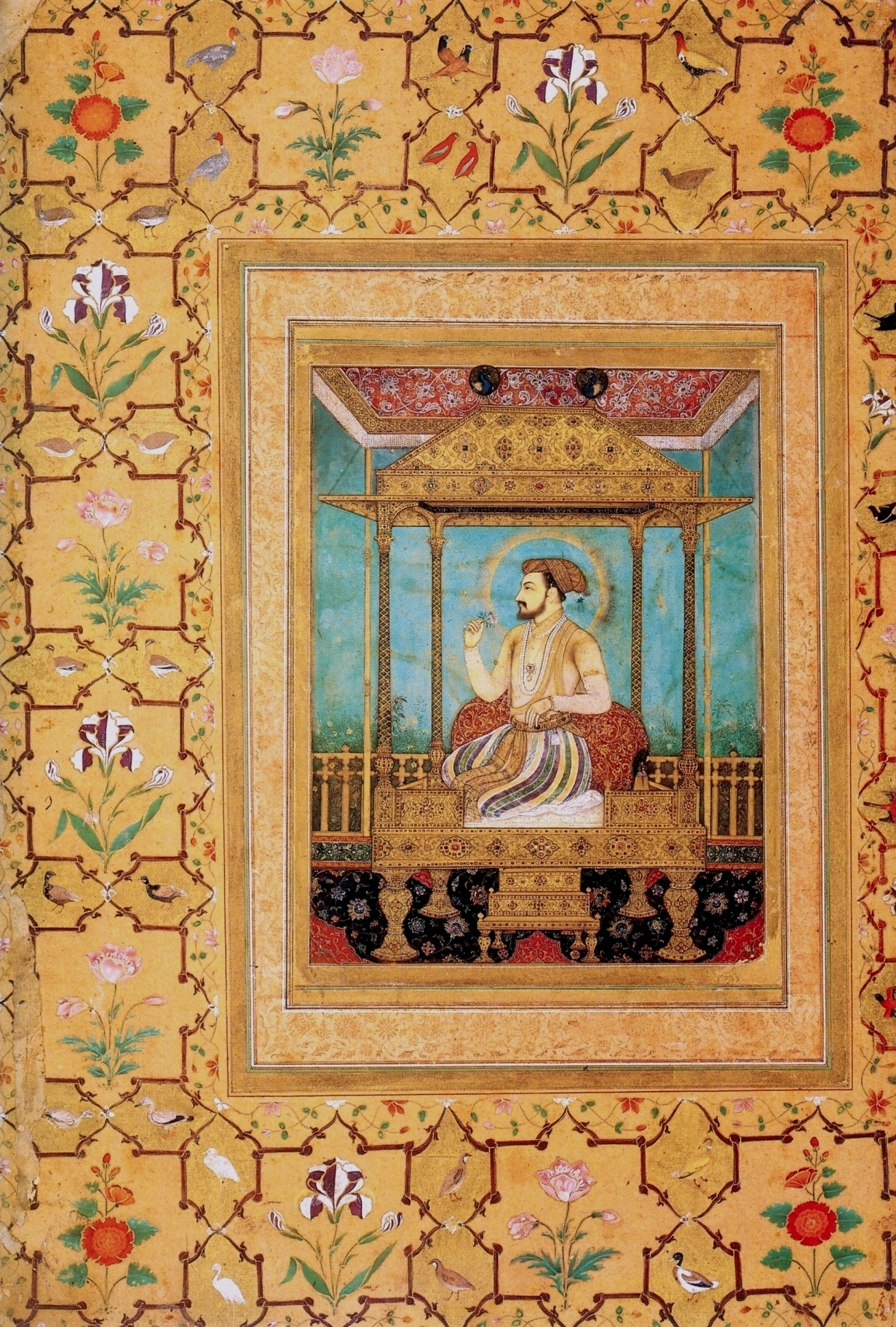
Shah Jahan på påfågelstronen (illustration från ca. 1635)

Påfågelstronen (persiska: تخت طاووس, takht-e tavus) var en tron som tillverkades för den indiske stormogulen under Shah Jahans regeringstid. Den fick sitt namn av att den var försedd med ett släp av juveler, vilket påminde om en påfågelsstjärt. Den togs som byte av den persiske härskaren Nadir Shah, när han 1739 erövrade Delhi. 
Efter mordet på Nadir Shah stannade tronen i Iran och de efterföljande qajarkonungarna satt på tronen. De qajariska regenterna lät också framställa egna tronstolar som kallades påfågelstronar men ingen av dessa rönte samma status som Nadir Shahs påfågelstron. Den siste persiske monarken Shah Mohammad Reza Pahlavi satt på tronen vid sin kröning 1967 då även hans gemål Farah Pahlavi kröntes. 
Under den persiska Pahlavidynastin (1925-1979) kom påfågelstronen att förknippas med den iranska monarkin. Den finns idag förvarad i Irans nationalbank i Teheran. Det finns även en berömd aveny i den iranska huvudstaden som är uppkallad efter tronen.
Flera andra härskare i Asien har låtit tillverka påfågelstroner, men denna benämning är i internationella sammanhang förbehållen den moghuliska versionen.